# Список серій телесеріалу «Розслідування авіакатастроф»
Перелік серій та короткий опис телесеріалу «Розслідування авіакатастроф».

## Сезони

### 1 сезон (2003)
| # | Серія                       | Інцидент                    | Авіакомпанія                        |
| --- | --------------------------- | --------------------------- | ----------------------------------- |
| 1 | «Наввипередки з бурею»      | Рейс American Airlines 1420 | American Airlines                   |
| Рейс 1420 American Airlines вилетів з Далласу в Літл-Рок з запізненням через грозу. В умовах сильної грози екіпаж швидко посадив літак, однак після посадки він викотився за межі злітної смуги та врізався в надземний перехід. Загинуло 11 осіб. Дата інциденту: 1 червня 1999 г. Літак: McDonnell Douglas MD-82. |                             |                             |                                     |
| 2 | «Незачинені двері в смерть» | Рейс United Airlines 811    | United Airlines                     |
| Неподалік від Гонолулу, в літаку компанії United Airlines рейсу 811 відірвалися двері вантажного відсіку, вирвавши з собою частину фюзеляжу, 5 рядів крісел та 9 людей назовні. Дата інциденту: 24 лютого 1989 г. Літак: Boeing 747-100.                                                                            |                             |                             |                                     |
| 3 | «Політ з порожнім баком»    | Рейс Air Transat 236        | Air Transat                         |
| Під час польоту над Атлантичним океаном в аеробусі компанії Air Transat закінчилося пальне. Пілотом довелось планувати і приземлятися з непрацюючими двигунами. Дата інциденту: 24 серпня 2001 г. Літак: Airbus A330-243.                                                                                           |                             |                             |                                     |
| 4 | «Пожежа на борту»           | Рейс Swissair 111           | Swissair                            |
| Пілоті рейсу 111 авіакомпанії Swissair під час польоту над Атлантичним океаном відчули дим в кабіні. Зволікання з рішенням про скид палива і аварійну посадку призвело до загибелі 229 людей. Дата інциденту: 2 вересня 1998 г. Літак: McDonnell Douglas MD-11.                                                     |                             |                             |                                     |
| 5 | «Сліпий політ»              | Рейс Aeroperú 603           | Aeroperú (орендований у Aeroméxico) |
| Після вильоту з Ліми вночі в літаку компанії Aeroperu відмовили індикатори швидкості та висоти. Екіпаж був вимушений пілотувати літак наосліп. Авіалайнер впав у Тихий океан, всі 70 людей на борту загинули. Дата інциденту: 2 жовтня 1996 г. Літак: Boeing 757-200.                                               |                             |                             |                                     |
| 6 | «Піке над океаном»          | Рейс Alaska Airlines 261    | Alaska Airlines                     |
| Незабаром після вильоту з Пуерто-Вальярти у рейса 261 Alaska Airlines заклинило горизонтальний стабілізатор. У пілотів не було шансів урятувати літак, він упав в океан. Всі 88 осіб на борту загинули. Дата інциденту: 31 січня 2000 г. Літак: McDonnell Douglas MD-83.                                            |                             |                             |                                     |

### 2 сезон (2005)
| # | Серія               | Інцидент                             | Авіакомпанія                |
| --- | ------------------- | ------------------------------------ | --------------------------- |
| 1 | «За бортом»         | Рейс British Airways 5390            | British Airways             |
| Незабаром після вильоту в літаку компанії "British Airways" відірвалося лобове скло і капітана екіпажу витягнуло назовні. Другому пілоту довелося прикласти великі зусилля для безпечної посадки. Слідство розкрило тривожні факти. Дата інциденту: 10 червня 1990 г. Літак: BAC-111-528FL. |                     |                                      |                             |
| 2 | «Поранена птиця»    | Рейс Atlantic Southeast Airlines 529 | Atlantic Southeast Airlines |
| В результаті відмови одного з двигунів в літаку компанії "ASA" загинули пасажири. Як показало розслідування, причиною катастрофи стала корозія - це був третій подібний випадок у того ж самого виробника. Дата інциденту: 21 серпня 1995 г. Літак: Embraer EMB 120 Brasilia. |                     |                                      |                             |
| 3 | «Захват літака»     | Рейс Air France 8969                 | Air France                  |
| Коли аеробус компанії Air France був захоплений алжирськими терористами 1994 році, у французької влади не лишалося вибору = їм довелось направити туди спеціальний загін для знищення терористів і звільнення пасажирів. Дата інциденту: 24 грудня 1994 г. Літак: Airbus A300B2-1C. |                     |                                      |                             |
| 4 | «Зіткнення в небі»  | Зіткнення над Боденським озером      | Башкирські авіалінії, DHL   |
| 1 липня 2002 в небі над Боденським озером через помилку диспетчера зіткнулися Ту-154 Башкирських авіаліній і вантажний Боїнг-757 компанії DHL. Загинув 71 чоловік. Дата інциденту: 1 липня 2002 г. Літак: Рейс Башкирських авіаліній 2937: Ту-154М, рейс DHL 611: Boeing 757. |                     |                                      |                             |
| 5 | «Зіткнення з горою» | Рейс American Airlines 965           | American Airlines           |
| Відлуння терористичного акту, при якому був знищений радар стеження за повітряним простором, повною мірою відчули на собі пасажири і екіпаж рейсу 965 "American Airlines". Авіадиспетчери на землі не змогли відстежити літак, і допустивши кілька помилок в навігації, досвідчені пілоти збилися з курсу, і літак врізався в гору. Четверо пасажирів, що залишилися живі, авіадиспетчери і бортовий самописець прояснюють, що трапилося. Дата інциденту: 20 грудня 1995 г. Літак: Boeing 757. |                     |                                      |                             |
| 6 | «Фатальна затримка» | Рейс Avianca 52                      | Avianca                     |
| Через туман над Нью-Йорком багатьом літакам не давали посадку. Для рейсу 52 авіакомпанії "Avianca", екіпаж якого вимагав термінової посадки через закінчення палива, затримка виявилася фатальною: літак звалився, убивши 73 людини. Дата інциденту: 25 січня 1990 г. Літак: Boeing 707-320B. |                     |                                      |                             |

### 3 сезон (2005—2006)
| # | Серія                                | Інцидент                     | Авіакомпанія        |
| --- | ------------------------------------ | ---------------------------- | ------------------- |
| 1 | «На волосок від загибелі»            | Рейс Aloha Airlines 243      | Aloha Airlines      |
| Короткий переліт від острова Мауї до Гонолулу перетворився на справжній кошмар для пасажирів та екіпажу рейсу 243 Aloha Airlines. Незабаром після вильоту пролунав гучний хлопок, і від літака відірвався величезний шматок даху і стін. Дата інциденту: 28 квітня 1988 г. Літак: Boeing 737-200.                                            |                                      |                              |                     |
| 2 | «Атака над Багдадом»                 | Рейс DHL OO-DLL              | DHL                 |
| Екіпаж вантажного літака компанії DHL готувався до звичайного поштового рейсу, але незабаром після вильоту з багдадського аеропорту Саддам в аеробус А-300 потрапила зенітна ракета і пошкодила крило. Екіпажу довелося боротися за своє життя. Дата інциденту: 22 листопада 2003 г. Літак: Airbus A300B4-203F.                              |                                      |                              |                     |
| 3 | «Без керування (Japan Airlines 123)» | Рейс Japan Airlines 123      | Japan Airlines      |
| Під час польоту між Осакою і Токіо аварійна сигналізація на борту рейсу 123 Japan Airlines повідомила: відірвався хвостовий стабілізатор, літак некерований. Через 30 хв він врізався в гору Осутака. Це була найбільша в історії катастрофа окремого літака. Дата інциденту: 12 серпня 1985 г. Літак: Boeing 747SR.                         |                                      |                              |                     |
| 4 | «Напад самогубці»                    | Рейс FedEx 705               | FedEx               |
| Коли троє членів екіпажу рейсу 705 компанії "FedEx" майже набрали висоту після вильоту з Мемфіса, на них було скоєно напад. Лише ціною героїчних зусиль їм вдалося утримати управління і впоратися з горе-терористом. Дата інциденту: 7 квітня 1994 г. Літак: McDonnell Douglas DC-10-30.                                                    |                                      |                              |                     |
| 5 | «Помилка ідентифікації»              | Рейс 655 Iran Air            | Iran Air            |
| Команда військового корабля США "Вінченнес", патрулювавши Перську затоку, засікла літак, що наближається і збила його. Але скоро почуття вдачі змінилося відчаєм, коли з'ясувалося, що це був авіалайнер з 290 пасажирами на борту. Дата інциденту: 3 липня 1988 г. Літак: Airbus A300B2-203.                                                |                                      |                              |                     |
| 6 | «Бомба на борту»                     | Рейс Philippine Airlines 434 | Philippine Airlines |
| Пілоти рейсу 434 авіакомпанії «Phillipine Airlines» відчули сильний поштовх. Вибухнувши в салоні бомба серйозно пошкодила літак. Одна людина загинула і дванадцять були поранені. Цей теракт скоїв відомий терорист. Дата інциденту: 11 грудня 1994 г. Літак: Boeing 747-200B.                                                               |                                      |                              |                     |
| 7 | «Аварія вертольоту»                  | Рейс Bristow 56C             | Bristow Helicopters |
| У вертоліт, що доставляв робітників на нафтовидобувну платформу, вдарила блискавка. Пілоти намагалися утримати управління, але змушені були сісти на воду. Розслідування показало, що конструктивний дефект робив вертоліт вразливим для блискавки. Дата інциденту: 19 січня 1995 г. Літак: Aerospatiale AS 332L Super Puma.                 |                                      |                              |                     |
| 8 | «Рейс Egypt Air-990»                 | Рейс EgyptAir 990            | EgyptAir            |
| Боїнг-767 авіакомпанії Egypt Air, який прямував рейсом 990 через Атлантичний океан, раптово впав у воду. Загинули всі 217 людей на борту. Слідкуйте за розслідуванням однієї з найзаплутаніших катастроф в історії сучасної авіації. Дата інциденту: 31 жовтня 1999 г. Літак: Boeing 767-300ER.                                              |                                      |                              |                     |
| 9 | «Дитина за штурвалом авіалайнера»    | Рейс Аерофлоту 593           | Аерофлот            |
| У новому аеробусі А-310 авіакомпанії Аерофлот, що вилетів з Москви, пілот покликав своїх двох дітей в кабіну. Хлопчик повернув штурвал, і це спричинило за собою ланцюг фатальних подій, які неминуче призвели до загибелі всіх сімдесяти п'яти чоловік, що знаходилися на борту. Дата інциденту: 23 березня 1994 г. Літак: Airbus A310-304. |                                      |                              |                     |
| 10 | «Викрадення літака в Африці»         | Рейс Ethiopian Airlines 961  | Ethiopian Airlines  |
| Літак Ethiopian Airllines захоплюють викрадачі. Вони вимагають летіти до Австралії. Пілотові не вдається переконати їх у тому, що в літаку недостатньо палива. Він вирішує перехитрити викрадачів, але події закінчуються трагедією. Дата інциденту: 23 листопада 1996 г. Літак: Boeing 767-200ER.                                           |                                      |                              |                     |

### 4 сезон (2007)
| # | Серія                              | Інцидент                                                               | Авіакомпанія                              |
| --- | ---------------------------------- | ---------------------------------------------------------------------- | ----------------------------------------- |
| 1 | «Чудесний порятунок»               | Рейс Air France 358                                                    | Air France                                |
| 2 серпня 2005 після важкої посадки під час грози в Торонто літак рейсу "Air France-358" з'їхав зі злітної смуги і у нього загорівся лівий двигун. На те, щоб врятуватися, залишалися секунди. Дата інциденту: 2 серпня 2005 г. Літак: Airbus A340-313X. |                                    |                                                                        |                                           |
| 2 | «Всі двигуни відмовили!»           | Рейс British Airways 9                                                 | British Airways                           |
| У ясну літню ніч 24 червня 1982 раптово один за іншим заглухли всі чотири двигуни Боїнга-747, що виконував рейс «British Airways-9». Літак почав падати. Екіпажу мав зробити непростий вибір. Дата інциденту: 24 червня 1982 г. Літак: Boeing 747-200B. |                                    |                                                                        |                                           |
| 3 | «Сутичка з вогнем»                 | Рейс Air Canada 797                                                    | Air Canada                                |
| 2 червня 1983 технічна несправність в хвостовій частині літака McDonnell Douglas DC-9 авіакомпанії Air Canada призвела до критичної ситуації на борту. Густий отруйний дим заповнює літак, що знаходиться на висоті 10000 метрів. Дата інциденту: 2 червня 1983 г. Літак: McDonnell Douglas DC-9-32. |                                    |                                                                        |                                           |
| 4 | «Посадка наосліп (Korean Air-801)» | Рейс Korean Air 801                                                    | Korean Air                                |
| 6 серпня 1997 корейський Боїнг-747 рейс 801 вилетів з Сеула. Він отримав дозвіл на посадку в аеропорту Гуаму в Аганьї, але впав на землю приблизно в 5 км від аеропорту. Дата інциденту: 6 серпня 1997 г. Літак: Boeing 747-300. |                                    |                                                                        |                                           |
| 5 | «Прихована небезпека»              | Рейс United Airlines 585, Рейс USAir 427 та Рейс Eastwind Airlines 517 | United Airlines, USAir, Eastwind Airlines |
| Боїнг-737 авіакомпанії United Airlines під час посадки втратив контроль і увійшов в штопор. Через 10 секунд він врізався в землю, убивши всіх на борту. Потім з інтервалом у кілька років відбулися ще дві подібні трагедії. Розслідування цих трьох авіакатастроф стало одним з найдорожчих в історії авіації США. Дата інциденту: Рейс United Airlines 585: 3 березня 1991 року, рейс USAir 427: 8 вересня 1994 року, рейс Eastwind Airlines 517: 9 червня 1996 року. Літак: Рейс United Airlines 585: Boeing 737-200, рейс USAir 427: Boeing 737-300, рейс Eastwind Airlines 517: Boeing 737-200. |                                    |                                                                        |                                           |
| 6 | «Паніка над Тихим океаном»         | Рейс China Airlines 006                                                | China Airlines                            |
| На висоті 12 500 метрів літак "China Airlines" потрапив в турбулентність, через що вимкнувся автопілот. Серія помилок і погане розуміння роботи автопілота мало не призвели до катастрофи. Дата інциденту: 19 лютого 1985 г. Літак: Boeing 747SP. |                                    |                                                                        |                                           |
| 7 | «Зіткнення над Лос-Анджелесом»     | Зіткнення над Серрітосом                                               | Aeroméxico, приватний                     |
| В результаті зіткнення поблизу завантаженого аеропорту Лос-Анджелеса літака DC-9 компанії AeroMexico та приватного "Пайпер Черокі" загинули 80 осіб і були переглянуті правила стеження за польотами. Дата інциденту: 31 серпня 1986 г. Літак: Рейс Aeroméxico 498: McDonnell Douglas DC-9-32, рейс N4891F: Piper PA-28-181 Archer. |                                    |                                                                        |                                           |
| 8 | «Зникнення рейса 21»               | Рейс United States Air Force 21                                        | Військово-повітряні сили США              |
| Квітень 1996 року. Державні чиновники і керівники компаній із США летять з торговою місією до Хорватії. Хмари і дощ поблизу аеропорту Дубровника серйозно ускладнюють захід на посадку. І в підсумку літак розбився недалеко від аеропорту. Що стало причиною трагедії? Дата інциденту: 3 квітня 1996 г. Літак: Boeing CT-43 (Модифікація Boeing 737-200). |                                    |                                                                        |                                           |
| 9 | «Піке в безодню»                   | Рейс Flash Airlines 604                                                | Flash Airlines                            |
| Незабаром після вильоту з єгипетського аеропорту Шарм-ель-Шейх Боїнг-737 падає в Червоне море. Чорні ящики зафіксували жахи останніх митей рейсу 604 Flash Airlines. Дата інциденту: 3 січня 2004 г. Літак: Boeing 737-300. |                                    |                                                                        |                                           |
| 10 | «Літак-привид»                     | Рейс Helios Airways 522                                                | Helios Airways                            |
| Коли диспетчери в Афінах втратили зв'язок з Боїнгом-737 рейсу Helios Airways-522, що летів з Кіпру, на пошуки були відправлені два винищувачі F-16. Але їх пілотам залишалося лише спостерігати, як лайнер врізався в гору. Дата інциденту: 14 серпня 2005 г. Літак: Boeing 737-300. |                                    |                                                                        |                                           |

### 5 сезон (2008)
| # | Серія                                              | Інцидент                                               | Авіакомпанія                        |
| --- | -------------------------------------------------- | ------------------------------------------------------ | ----------------------------------- |
| 1 | «Вибухонебезпечна знахідка»                        | Рейс Air India 182                                     | Air India                           |
| Коли рейс Air India 182 раптово зник з радарів, диспетчери були спантеличені. У ході розслідування було встановлено, що ця страшна авіакатастрофа була спланована заздалегідь. Дата інциденту: 23 червня 1985 г. Літак: Boeing 747-200B. |                                                    |                                                        |                                     |
| 2 | «За зачиненими дверима»                            | Рейс American Airlines 96 та рейс Turkish Airlines 981 | American Airlines, Turkish Airlines |
| Від вибуху в авіалайнері DC-10 American Airlines утворилася діра, і комісія виявила фатальний дефект. Але два роки по тому з тієї ж причини розбився ще один DC-10 авіакомпанії Turkish Airlines. Чи можна було запобігти катастрофі? Дата інциденту: American Airlines 96: 12 червня 1972 г, Turkish Airlines 981: 3 березня 1974 г. Літак: Обидва McDonnell Douglas DC-10-10. |                                                    |                                                        |                                     |
| 3 | «Південна буря»                                    | Рейс Southern Airways 242                              | Southern Airways                    |
| Літак "DC-9" потрапив в таку сильну бурю, що градом розкололо його лобове скло. Через це авіалайнер раптово звалився на землю. У цій катастрофі дивом вижили 20 осіб. Дата інциденту: 4 квітня 1977 г. Літак: McDonnell Douglas DC-9-31. |                                                    |                                                        |                                     |
| 4 | «Мертвий вантаж»                                   | Рейс Air Midwest 5481                                  | Air Midwest                         |
| Незабаром після вильоту літак розбився; всі на його борту загинули. Чи була ця катастрофа пов'язана з тим, що індустрія авіаперевезень не брала до уваги зміну середньої ваги пасажира. Дата інциденту: 8 січня 2003 г. Літак: Beechcraft 1900D. |                                                    |                                                        |                                     |
| 5 | «Чому літак звалився на землю? (Невидимий вбивця)» | Рейс Delta Air Lines 191                               | Delta Air Lines                     |
| Намагаючись уникнути грози, рейс 191 Delta Airlines потрапив у зону сильного вітру, через що сталася катастрофа, яка забрала життя понад 130 осіб. Пізніше ця трагедія допомогла виявити і усунути невидимого вбивцю. Дата інциденту: 2 серпня 1985 г. Літак: Lockheed L-1011-385-1 TriStar.                                                                                    |                                                    |                                                        |                                     |
| 6 | «Фатальне приземлення»                             | Рейс 143 Air Canada                                    | Air Canada                          |
| Коли в літаку несподівано закінчується паливо, пілоти змінюють курс, сподіваючись здійснити аварійну посадку на старій базі ВПС, не знаючи про те, що там проходить змагання з безліччю глядачів. Дата інциденту: 23 липня 1983 г. Літак: Boeing 767-200. |                                                    |                                                        |                                     |
| 7 | «Злощасний вантаж»                                 | Рейс South African Airways 295                         | South African Airways               |
| У листопаді 1987 року Боїнг-747 авіакомпанії South African Airways, що летів в Йоганнесбург, впав в Індійський океан. Імовірно, причиною стало займання у вантажному відсіку, але ходять чутки про те, що літак незаконно перевозив зброю. Дата інциденту: 28 листопада 1987 г. Літак: Boeing 747-200B Combi.                                                                   |                                                    |                                                        |                                     |
| 8 | «Без керування (Eastern Air Lines 401)»            | Рейс Eastern Air Lines 401                             | Eastern Air Lines                   |
| Перед посадкою в Маямі екіпаж рейсу 401 "Eastern Air lines" схвилювали показання датчика шасі. Чи можливо, що через це літак розбився? Дата інциденту: 29 грудня 1972 г. Літак: Lockheed L-1011-385-1 TriStar. |                                                    |                                                        |                                     |
| 9 | «Літак, який мовчав»                               | Рейс Birgenair 301                                     | Birgenair                           |
| Причиною трагедії, що розігралася на борту Боїнга-757 Birgenair, з яким не було зв'язку, стало гніздо риючих бджіл. Стався збій в роботі контрольних приладів, і літак звалився в океан недалеко від Санто-Домінго. Дата інциденту: 6 лютого 1996 г. Літак: Boeing 757-200. |                                                    |                                                        |                                     |
| 10 | «Радіомовчання»                                    | Рейс Gol Transportes Aéreos 1907                       | Gol Transportes Aéreos, приватний   |
| У 2006 в Бразилії сталося зіткнення службового літака з пасажирським авіалайнером. Але чому жоден з них не передав сигнал тривоги? Дата інциденту: 29 вересня 2006 г. Літак: Рейс Gol Transportes Aéreos 1907: Boeing 737-800, рейс N600XL: Embraer Legacy 600. |                                                    |                                                        |                                     |

### 6 сезон (2008, спец. випуски)
| # | Серія               | Інцидент                                | Авіакомпанія |
| --- | ------------------- | --------------------------------------- | ------------ |
| 1 | «Розірвані небом»   | Рейси 781, 201, 243, 5390, 811, 522     |              |
| За допомогою яскравих інсценівок реальних подій і розповідей очевидців дізнайтеся про найбільших авіакатастрофах в історії. Ми розповімо про згубні наслідки раптового падіння тиску в літаку. Літак: BA 781 and SA 201: de Havilland DH-106 Comet 1 AQ 243: Boeing 737-200, BA 5390: BAC-111-528FL, UA 811: Boeing 747-100, ZU 522 : Boeing 737-300.                                                      |                     |                                         |              |
| 2 | «Фатальний дефект»  | Рейси 261, 123, 529, 111, 585, 427, 517 |              |
| Авіалайнер - це диво техніки, якому для польоту потрібні тисячі деталей, перевірених фахівцями. Але що, якщо деталь несправна? Дізнайтеся про наслідки, до яких може привести невеликий дефект. Літак: AS 261: McDonnell Douglas MD-83, JL 123: Boeing 747SR, EV 529: Embraer EMB 120 Brasilia, SR 111: McDonnell Douglas MD-11, UA 585: Boeing 737-200, US 427 : Boeing 737-300, W9 517 : Boeing 737-200. |                     |                                         |              |
| 3 | «Хто керує літаком» | Рейси 603, 006, 593, 604, 236           |              |
| Коли пілоти сідають за штурвал, вони покладаються на комп'ютерну систему, що контролює майже всі аспекти польоту, але якщо в ній виникне збій, катастрофа може статися за лічені секунди. Літак: PL 603: Boeing 757-200, CI 006: Boeing 747SP, SU 593: Airbus A310-304, FSH 604: Boeing 737-300, TS 236: Airbus A330-243.                                                                                  |                     |                                         |              |

### 7 сезон (2009—2010)
| # | Серія                             | Інцидент                          | Авіакомпанія                          |
| --- | --------------------------------- | --------------------------------- | ------------------------------------- |
| 1 | «Авіакатастрофа в Локербі»        | Рейс Pan Am 103                   | Pan American World Airways            |
| Авіакатастрофа над Локербі була найбільшим терактом, здійсненим проти американців до подій 11 вересня. Ми дізнаємося історію цієї трагедії. Дата інциденту: 21 грудня 1988 г. Літак: Boeing 747-100.                                                                                            |                                   |                                   |                                       |
| 2 | «Смертельний приз (Тихий вбивця)» | Рейс Partnair 394                 | Partnair                              |
| У 1989 сталася найважча за кількістю загиблих в історії Норвегії авіакатастрофа. Літак з співробітниками судноплавної компанії Wilhelmsen Lines на борту упав в море. У чому ж причина? Дата інциденту: 8 вересня 1989 г. Літак: Convair 580.                                                   |                                   |                                   |                                       |
| 3 | «Розпавшися за секунди»           | Рейс China Airlines 611           | China Airlines                        |
| Рятувальники повинні заглянути в минуле, щоб зрозуміти, що сталося з Боїнгом-747 China Airlines, зниклим з радарів через 20 хвилин після вильоту. Дата інциденту: 25 травня 2002 г. Літак: Boeing 747-209B.                                                                                     |                                   |                                   |                                       |
| 4 | «Лобове зіткнення»                | Зіткнення над Делі                | Saudi Arabian Airlines, Ейр Казахстан |
| Дізнайтеся факти про найстрашнішу катастрофу в повітрі в історії авіації - зіткненні казахського «Іл-76» і «Боїнга-747» компанії «Saudi Arabian Airlines». Дата інциденту: 12 листопада 1996 г. Літак: Рейс Saudi Arabian Airlines 763: Boeing 747-100, Рейс Kazakhstan Airlines 1907: Іл-76ТД. |                                   |                                   |                                       |
| 5 | «Порятунок дітей»                 | Катастрофа C-5 під Таншоннятом    | Військово-повітряні сили США          |
| У 1975 під час війни у В'єтнамі спроба евакуації дітей закінчилася трагедією: через падіння американського літака загинули понад 150 людей. Дата інциденту: 4 квітня 1975 г. Літак: Lockheed C-5A Galaxy.                                                                                       |                                   |                                   |                                       |
| 6 | «Аварійне приводнення»            | Рейс Tuninter 1153                | Tuninter                              |
| У 2005 пасажирський літак був змушений здійснити аварійну посадку в Середземне море. Згодом дев'ять осіб були звинувачені в недбалості. Дата інциденту: 6 серпня 2005 г. Літак: ATR-72. |                                   |                                   |                                       |
| 7 | «Зниклий літак»                   | Рейс Adam Air 574                 | Adam Air                              |
| Напередодні Нового 2007 рейс 574 Adam Air зник з екранів радарів. У пошуках розгадки рятувальники вели пошук на величезній території. Дата інциденту: 1 січня 2007 г. Літак: Boeing 737-4Q8. |                                   |                                   |                                       |
| 8 | «Обледеніння у повітрі»           | Рейс American Eagle Airlines 4184 | American Eagle Airlines               |
| Холодної вночі 1994 літак увійшов у штопор і розбився. Ви дізнаєтеся про фатальну інженерну помилку, що призвела до цієї трагедії. Дата інциденту: 31 жовтня 1994 г. Літак: ATR-72. |                                   |                                   |                                       |

### 8 сезон (2010, спец. випуски)
| # | Серія                | Інцидент                                           | Авіакомпанія |
| --- | -------------------- | -------------------------------------------------- | ------------ |
| 1 | «Обрив зв'язку»      | Рейси 2/718, 498/N4891F, 52, 1907/N600XL, 2937/611 |              |
| Докладний аналіз п'яти авіакатастроф і кроків, зроблених для модернізації зв'язку в небесах і запобігання майбутніх аварій. Літак: TWA 2: Lockheed L-1049 Super Constellation і UA 718: Douglas DC-7 Mainliner, AM 498: McDonnell Douglas DC-9-32 і N4891F: Piper PA-28-181 Archer, AV 52: Boeing 707-320B, G3 1907: Boeing 737-800 і N600XL: Embraer Legacy 600, V9 2937: Tupolev Tu-154M і QY 611: Boeing 757-23APF. |                      |                                                    |              |
| 2 | «Смертельний ураган» | Рейси 242, 191, 1420, 9                            |              |
| Розповідь про важливу роботу метеоцентру авіації США, який грає ключову роль в захисті літаків від потенційно небезпечної поганої погоди. Літак: SO 242: McDonnell Douglas DC-9-32, DL 191: Lockheed L-1011-385-1 Tristar, AA 1420: McDonnell Douglas MD-82, BA 9: Boeing 747-200B. |                      |                                                    |              |

### 9 сезон (2010)
| # | Серія                     | Інцидент                              | Авіакомпанія                 |
| --- | ------------------------- | ------------------------------------- | ---------------------------- |
| 1 | «Паніка на злітній смузі» | Рейс British Airtours 28M             | British Airtours             |
| Чому невелика пожежа на злітній смузі в аеропорту Манчестера обернувся катастрофою, яка згубила 55 осіб? Ми розслідуємо випадок 1985 року. Дата інциденту: 22 серпня 1985 г. Літак: Boeing 737-236. |                           |                                       |                              |
| 2 | «Пілот чи літак»          | Рейс Air France 296                   | Air France                   |
| 26 червня 1988 літак Airbus A-320 авіакомпанії Air France потерпів катастрофу на авіашоу. Під час демонстраційного польоту літак сильно знизився і зачепив верхівки дерев, що стояли відразу за смугою, після чого впав в ліс і розвалився. З 136 осіб на борту 3 загинули, 98 отримали поранення. А-320 це перший літак з новою комп'ютерною системою управління, яка може скасовувати дії пілота і діяти згідно своїй програмі. Чия вина в цьому випадку, пілота чи комп'ютера? Дата інциденту: 26 червня 1988 г. Літак: Airbus A320-111. |                           |                                       |                              |
| 3 | «Хаос в кабіні»           | Рейс Northwest Airlines 255           | Northwest Airlines           |
| У другій за кількістю жертв авіакатастрофі в історії США літак компанії Northwest Airlines розбився під час зльоту. Чи можна було уникнути трагедії? Дата інциденту: 16 серпня 1987 г. Літак: McDonnell Douglas MD-82. |                           |                                       |                              |
| 4 | «Помилка диспетчера»      | Зіткнення в аеропорту Лос-Анджелес    | US Airways, Skywest Airlines |
| Вночі, в міжнародному аеропорту Лос-Анджелеса, авіадиспетчер помилково призначає Boeing 737 USAir, що прибував злітно-посадкову смугу, де чекає дозволу на зліт літак SkyWest Airlines. Після приземлення 737-й врізається в маленький літак, повністю його руйнуючи, і врізається в будівлю. Всі 12 пасажирів і екіпаж рейсу SkyWest Airlines-5569 загинули, також загинуло 22 пасажири рейсу USAir 1493. Дата інциденту: 1 лютого 1991 г. Літак: Рейс USAir 1493: Boeing 737-3B7, Рейс SkyWest Airlines 5569: Fairchild Metro III.        |                           |                                       |                              |
| 5 | «Ціль знищена»            | Рейс Korean Air Lines 007             | Korean Air                   |
| Після падіння літака "Korean Air Lines" в море в 1983 році відповідальність на себе взяла радянська влада. Розгорівся міжнародний скандал. Дата інциденту: 1 вересня 1983 г. Літак: Boeing 747-230B. |                           |                                       |                              |
| 6 | «Запрограмоване падіння»  | Рейс Air Inter 148                    | Air Inter                    |
| Коли в 1992 році один з перших повністю комп'ютеризованих літаків рейсу врізався в гору, відразу почалися відчайдушні пошуки тих, що могли вижити. Дата інциденту: 20 січня 1992 г. Літак: Airbus A320-111. |                           |                                       |                              |
| 7 | «В сніжному полоні»       | Рейс Air Ontario 1363, Рейс USAir 405 | Air Ontario, US Airways      |
| У березні 1989 року необхідність термінового вильоту закінчилася для рейсу 1363 компанії "Air Ontario" сніжної трагедією. Дата інциденту: Рейс Air Ontario 1363: 10 березня 1989 г, рейс USAir 405: 22 березня 1992 г. Літак: Обидва Fokker F28-1000. |                           |                                       |                              |
| 8 | «Маямська загадка»        | Рейс Chalk's Ocean Airways 101        | Chalk's Ocean Airways        |
| Через кілька хвилин після зльоту, праве крило гідролітака відвалюється, і літак врізається у воду біля Маямі-Біч, загинули всі 20 пасажирів і членів екіпажу на борту. Дата інциденту: 19 грудня 2005 г. Літак: Grumman G-73T. |                           |                                       |                              |

### 10 сезон (2011)
| # | Серія                    | Інцидент                       | Авіакомпанія                 |
| --- | ------------------------ | ------------------------------ | ---------------------------- |
| 1 | «Остання помилка пілота» | Рейс Crossair 3597             | Crossair                     |
| 24 листопада 2001 рейс 3597 компанії Crossair готується до посадки в Цюриху. Через погані метеоумови екіпаж не знаходить смугу, але командир продовжує зниження і пізно приймає рішення про повторний захід, в результаті чого літак врізається в землю. У цій катастрофі загинули 24 людини, у тому числі майже у повному складі загинула популярна в ті роки музична група Passion Fruit. Дата інциденту: 24 листопада 2001 г. Літак: BAe 146.                                              |                          |                                |                              |
| 2 | «Загадка Хітроу»         | Рейс British Airways 38        | British Airways              |
| Коли у рейсу British Airways-38 при посадці в Хітроу відмовили двигуни, тільки завдяки вмілим діям пілота всі хто знаходилися на борту літака вижили. Дата інциденту: 17 січня 2008 г. Літак: Boeing 777-236ER. |                          |                                |                              |
| 3 | «Підступний лід»         | Рейс Scandinavian Airlines 751 | Scandinavian Airlines System |
| У 1991 році відразу після вильоту у літака авіакомпанії Scandinavian Airlines виникають неполадки в двигунах, що викликають їх відмову. Літак аварійно приземляється, розколюється на 3 частини, але всі залишаються живі. Однією з причин виявляється нова комп'ютерна система, про яку не знали пілоти, Авіакомпанія і навіть фахівці, що розслідували катастрофу. Дата інциденту: 27 грудня 1991 г. Літак: McDonnell-Douglas MD-81.                                                        |                          |                                |                              |
| 4 | «Смертельно втомлені»    | Рейс Colgan Air 3407           | Colgan Air                   |
| У 2009 році у літака, що летів в Баффало, відмовили двигуни, і він врізався в приміський будинок. Що стало причиною цієї трагедії? Дата інциденту: 12 лютого 2009 г. Літак: Bombardier DHC8-402 Q400. |                          |                                |                              |
| 5 | «Посадка на Гудзон»      | Рейс US Airways 1549           | US Airways                   |
| 15 січня 2009 літак Airbus A-320, рейс US Airways-1549 зустрівся зі зграєю канадських гусей всього через півтори хвилини після вильоту з аеропорту LaGuardia в Нью-Йорку по дорозі в аеропорт Шарлотта (Дуглас). Політ тривав всього близько п'яти хвилин, після чого літак аварійно сів на річку Гудзон, в результаті чого всі на борту дивом залишилися в живих. Це описується як "найуспішніше приводнення всіх часів і народів". Дата інциденту: 15 січня 2009 г. Літак: Airbus A320-214. |                          |                                |                              |
| 6 | «Хто керував літаком?»   | Рейс Turkish Airlines 1951     | Turkish Airlines             |
| 25 лютого 2009 року Боїнг-737 авіакомпанії "Turkish Airlines" розбився при посадці в аеропорту Скіпхол. Через що сталася ця катастрофа? Дата інциденту: 25 лютого 2009 г. Літак: Boeing 737-8F2. |                          |                                |                              |

### 11 сезон (2011—2012)
| # | Серія                      | Інцидент                             | Авіакомпанія                           |
| --- | -------------------------- | ------------------------------------ | -------------------------------------- |
| 1 | «Катастрофа при посадці»   | Рейс TAM Airlines 3054               | TAM Airlines                           |
| Через незручну злітну смугу в аеропорту Сан-Пауло, розташованої на пагорбі, в 2007 роки при посадці розбився літак авіакомпанії «TAM Airlines». Дата інциденту: 17 червня 2007 г. Літак: Airbus A320-233. |                            |                                      |                                        |
| 2 | «Фатальна Помилка»         | Рейс West Caribbean Airways 708      | West Caribbean Airways                 |
| Коли в 2005 році розбився літак компанії "West Caribbean Airways", загинули 160 людей, а злощасна Авіакомпанія збанкрутувала. Дата інциденту: 16 серпня 2005 г. Літак: McDonnell Douglas MD-82. |                            |                                      |                                        |
| 3 | «Подвійне рішення комісії» | Рейс Arrow Air 1285                  | Arrow Air                              |
| Трагедія рейсу 1285 авіакомпанії «Arrow Air» стала найбільшою авіакатастрофою в історії Канади. Причиною визнали обледеніння крил, але не всі погодилися з цим. Суперечки навколо причин аварії тривали кілька років і закінчилися розпуском Канадського Комітету безпеки на транспорті. Дата інциденту: 12 грудня 1985 г. Літак: McDonnell Douglas DC-8-63CF. |                            |                                      |                                        |
| 4 | «Розпавшийся в небі»       | Рейс Continental Express 2574        | Continental Express                    |
| Літак компанії "Continental Express" розбився в 1991 р. після вибуху в повітрі. Чи можливо, що трагедія сталася через помилку в документах? Дата інциденту: 11 вересня 1991 г. Літак: Embraer EMB 120 Brasilia. |                            |                                      |                                        |
| 5 | «Мюнхенська трагедія»      | Мюнхенська авіакатастрофа            | British European Airways               |
| День мюнхенської катастрофи став чорним днем в історії англійського футбольного клубу "Манчестер Юнайтед". Спочатку в трагедії звинуватили пілота, і він пішов з авіації. Дата інциденту: 6 лютого 1958 г. Літак: Airspeed AS-57 Ambassador. |                            |                                      |                                        |
| 6 | «Політ на грані падіння»   | Рейс Northwest Airlines 85           | Northwest Airlines                     |
| Тільки майстерність пілота Френка Гейба врятувала рейс 85 авіакомпанії "Northwest Airlines" від катастрофи в 2002 році. Що ж стало причиною неполадок? Дата інциденту: 9 жовтня 2002 г. Літак: Boeing 747-400. |                            |                                      |                                        |
| 7 | «Смертельний пілотаж»      | Рейс Korean Air Cargo 8509           | Korean Air                             |
| Падіння корейського вантажного літака поблизу Лондона поставило експертів у глухий кут. Чи був пілот більше стурбований збереженням репутації, ніж літака? Дата інциденту: 22 грудня 1999 г. Літак: Boeing 747-2B5F. |                            |                                      |                                        |
| 8 | «Мертва зона»              | Зіткнення над Сан-Дієго              | Pacific Southwest Airlines             |
| В результаті зіткнення двох літаків поблизу Сан-Дієго 144 людини загинуло. Як відбулася ця найбільша в історії авіації США катастрофа? Дата інциденту: 25 вересня 1978 г. Літак: Рейс PSA 182: Boeing 727-214, Cessna 172. |                            |                                      |                                        |
| 9 | «Пекло в пустелі»          | Рейс Nigeria Airways 2120            | Nigeria Airways                        |
| Після вильоту з аеропорту Джедди літак рейсу 2120 компанії «Nigeria Airways» вибухнув і впав на землю. Загинули всі, хто був на борту. Дата інциденту: 11 липня 1991 г. Літак: McDonnell Douglas DC-8-61. |                            |                                      |                                        |
| 10 | «В пошуках винних»         | Рейс Pacific Southwest Airlines 1771 | Pacific Southwest Airlines             |
| Загинули 43 людини, і експерти з'ясовують, що сталося з рейсом 1771 компанії "Pacific Southwest Airlines" після того, як пілоти повідомили про те, що чули постріли. Дата інциденту: 7 грудня 1987 г. Літак: BAe 146-200. |                            |                                      |                                        |
| 11 | «Посадка неможлива»        | Рейс TACA 110                        | TACA Airlines                          |
| Трагедія здавалася неминучою, коли на Боїнгу-737 відмовили обидва двигуни поблизу Нового Орлеана в 1988 році. Як же пілотам вдалося врятувати лайнер? Дата інциденту: 24 травня 1988 г. Літак: Boeing 737-3T0. |                            |                                      |                                        |
| 12 | «Невидимий літак»          | Катастрофа в аеропорту Лінате        | Scandinavian Airlines System, Air Evex |
| Розповідь про критично важливі зміни в аеропорту Лінате у Мілані, впроваджених після зіткнення під час екстремальної погоди в жовтні 2001 року Дата інциденту: 8 жовтня 2001 г. Літак: Рейс SAS 686: McDonnell-Douglas MD-87, Air Evex Citation: Cessna 525.                                                                                                   |                            |                                      |                                        |
| 13 | «Вибух над Сіу-Сіті»       | Рейс United Airlines 232             | United Airlines                        |
| Після відмови двигуна у літака авіакомпанії «United Airlines» пілоти спробували посадити літак в Сіу-Сіті, але вибух забрав життя половини людей на борту. Дата інциденту: 19 липня 1989 г. Літак: McDonnell Douglas DC-10-10. |                            |                                      |                                        |

### 12 сезон (2012—2013)
| # | Серія                             | Інцидент                        | Авіакомпанія           |
| --- | --------------------------------- | ------------------------------- | ---------------------- |
| 1 | «Боротьба за керування»           | Рейс Reeve Aleutian Airways 8   | Reeve Aleutian Airways |
| Катастрофа здавалася неминучою, коли на висоті 6000 м над океаном у літака внутрішнього рейсу відвалився гвинт. Чи змогли пілоти посадити літак? Дата інциденту: 8 червня 1983 г. Літак: Lockheed L-188 Electra. |                                   |                                 |                        |
| 2 | «Пожежа в вантажному відсіку»     | Рейс ValuJet Airlines 592       | ValuJet Airlines       |
| Дізнайтеся про те, як загинули 110 осіб, які летіли на борту літака DC-9, коли через займання він впав у болото Еверглейдз у Флориді в 1996. Дата інциденту: 11 травня 1996 г. Літак: McDonnell Douglas DC-9-32. |                                   |                                 |                        |
| 3 | «Ураганний виліт»                 | Рейс Singapore Airlines 006     | Singapore Airlines     |
| Розслідуючи катастрофу, що трапилася в небезпечних погодних умовах в міжнародному аеропорту Тайбея, слідча група робить шокуюче відкриття. Дата інциденту: 31 жовтня 2000 г. Літак: Boeing 747-412. |                                   |                                 |                        |
| 4 | «Доведений до межі»               | Рейс Silk Air 185               | SilkAir                |
| У ході розслідування аварії літака над Індонезією з'являються дві версії події: самогубство пілота і механічна несправність. Дата інциденту: 19 грудня 1997 г. Літак: Boeing 737-36N. |                                   |                                 |                        |
| 5 | «Посадка наосліп (TANS Peru-204)» | Рейс TANS Peru 204              | TANS Peru              |
| В 2005 році рейс 204 авіакомпанії TANS Peru розбився в джунглях Амазонії, після нього залишився шлейф через весь ліс у вигляді тіл і уламків. Дата інциденту: 23 серпня 2005 г. Літак: Boeing 737-244 Advanced. |                                   |                                 |                        |
| 6 | «Катастрофа в Великому Каньйоні»  | Зіткнення над Гранд-Каньйоном   | United Airlines,TWA    |
| Після того, як два легкомоторні літаки, зіткнувшись, падають в Великий Каньйон, виявляється проблема, яка загрожує всій системі авіації. Примітка: про цю катастрофу розповідається в спеціальному випуску "Обрив зв'язку". Дата інциденту: 30 червня 1956 г. Літак: United Airlines 718: Douglas DC-7 Mainliner, TWA 2: Lockheed 1049 Super Constellation. |                                   |                                 |                        |
| 7 | «Найстрашніша катастрофа в США»   | Рейс American Airlines 191      | American Airlines      |
| Коли DC-10 рейсу 191 компанії American Airlines втратив лівий двигун, в найбільшій аварії в історії авіації США загинули 273 людини. Дата інциденту: 25 травня 1979 г. Літак: McDonnell Douglas DC-10-10. |                                   |                                 |                        |
| 8 | «Трагедія «Локомотива»»           | Авіакатастрофа під Ярославлем   | Як Сервіс              |
| У 2011 році літак Як-42Д, на якому летіла одна з найвідоміших хокейних команд Росії, впав у Волгу. Вижила тільки 1 людина. Дата інциденту: 7 вересня 2011 г. Літак: Як-42Д. |                                   |                                 |                        |
| 9 | «Фатальна фіксація»               | Рейс United Airlines 173        | United Airlines        |
| Після того, як літак компанії United Airlines розбився і загинуло 10 людей, експерти виявили, що причиною катастрофи могла стати проблема з шасі. Дата інциденту: 28 грудня 1978 г. Літак: Douglas DC-8-61. |                                   |                                 |                        |
| 10 | «Гибель президента»               | Авіакатастрофа під Смоленськом  | Повітряні сили Польщі  |
| Після загибелі польського президента Леха Качиньського в авіакатастрофі під Смоленськом експерти виявили, що трагедія сталася не тільки через помилку пілота. Дата інциденту: 10 квітня 2010 г. Літак: Ту-154М. |                                   |                                 |                        |
| 11 | «Курс на смерть»                  | Рейс Ethiopian Airlines 409     | Ethiopian Airlines     |
| Коли авіадиспетчери попросили рейс Ethiopian Airlines-409 змінити напрямок, пілоти підтвердили новий курс, Через кілька секунд літак звалився в море. Дата інциденту: 25 січня 2010 г. Літак: Boeing 737-8AS. |                                   |                                 |                        |
| 12 | «28 секунд на виживання»          | Рейс Santa Bárbara Airlines 518 | Santa Bárbara Airlines |
| Коли пілоти рейсу 518 Santa Barbara Airlines почули сигнал попередження про небезпечне наближення до землі, літак раптово врізався в гору. Дата інциденту: 21 лютого 2008 г. Літак: ATR 42. |                                   |                                 |                        |
| 13 | «Air France 447: Зниклий рейс»    | Рейс Air France 447             | Air France             |
| Вночі 1 червня 2009 рейс 447 Air France вилетів з Ріо-де-Жанейро. Але через кілька годин після зльоту він впав в Атлантику. Дата інциденту: 1 червня 2009 г. Літак: Airbus A330-200. |                                   |                                 |                        |

### 13 сезон (2013—2014)[7]
| 1 | «Катастрофа в Куїнсі»           | Рейс American Airlines 587        | American Airlines | |   |
| Коли через два місяці після 9/11 на Нью-Йоркський передмістя Куїнс звалився авіалайнер компанії "American Airlines", всі вирішили, що це був теракт, поки не було доведено протилежне. Дата інциденту: 12 листопада 2001 г. Літак: Airbus A300B4-605R. |                                 |                                   | | |   |
| 2 | «Трагедія на Потомаку»          | Рейс Air Florida 90               | Air Florida | |   |
| Відразу ж після вильоту рейс 90 авіакомпанії "Air Florida" звалився в замерзлу річку Потомак. Знадобився незвичайний експеримент, щоб дізнатися причину катастрофи. Дата інциденту: 13 січня 1982 г. Літак: Boeing 737-222.                            |                                 |                                   | | |   |
| 3 | «Боротьба за життя»             | Рейс British European Airways 548 | British European Airways                                                                                              | |   |
| Літак звалився незабаром після вильоту, і, щоб визначити причину трагедії, слідство могло покладатися лише на реконструкцію і показання очевидців. Дата інциденту: 18 червня 1972 г Літак: Hawker HS 121 Trident.                                      |                                 |                                   | | |   |
| 4 | «Мовчання "Фантома"»            | Зіткнення над горами Сан-Габрієль | Hughes Air West, Корпус морської піхоти США                                                                           | |   |
| Військові слідчі з експертами NTSB розслідують зіткнення "Фантома" ВВС США з авіалайнером DC-9. Дата інциденту: 6 червня 1971 г. Літак: Рейс Hughes Air West 706: McDonnell Douglas DC-9-31, рейс 151458: F-4 Phantom.                                 |                                 |                                   | | |   |
| 5 | «Труднощі перекладу»            | Рейс Crossair 498                 | Crossair | |   |
| Коли що вилетів з Цюриха літак розбився незабаром після зльоту, виявлення ліків серед уламків призвело до тривожних висновків. Дата інциденту: 10 січня 2000 г. Літак: Saab 340.                                                                       |                                 |                                   | | |   |
| 6 | «В епіцентрі буру»              | Рейс NOAA 42                      | NOAA | |   |
| Експерти мають з'ясувати, чому екіпаж, що складається з досвідчених мисливців за ураганами, мало не загинув, коли посеред польоту загорівся двигун. Дата інциденту: 15 вересня 1989 г. Літак: WP-3D Orion.                                             |                                 |                                   | | |   |
| 7 | «Бійня над Середземним морем»   | Рейс Itavia 870                   | Aerolinee Itavia | |   |
| Над Середземним морем раптово вибухнув авіалайнер, що летів з Італії. Знадобилося 30 років, щоб з'ясувати, що це було - повітряна атака або теракт. Дата інциденту: 27 червня 1980 г. Літак: McDonnell Douglas DC-9-15.                                |                                 |                                   | | |   |
| 8 | «Смертельний тест»              | Рейс XL Airways Germany 888T      | XL Airways Germany (орендований у Air New Zealand)                                                                    | |   |
| Над Францією досвідчений екіпаж тестує пасажирський авіалайнер, але при підготовці до посадки пілот раптово втрачає контроль над літаком. Дата інциденту: 27 листопада 2008 г. Літак: Airbus A320-200.                                                 |                                 |                                   | | |   |
| 9 | «Кошмар в раю»                  | Рейс Air Moorea 1121              | Air Moorea | |   |
| Коли летів на Таїті пасажирський літак падає, убивши всіх на борту, експерти виявляють незвичайні причини катастрофи. Дата інциденту: 9 серпня 2007 г. Літак: De Havilland Canada DHC-6 Twin Otter.                                                    |                                 |                                   | | |   |
| 10 | «Qantas-32: Небесний "Титанік"» | Рейс Qantas 32                    | Qantas | |   |
| Експерти з'ясовують, чому вибухнув двигун рейсу 32 авіакомпанії Qantas і чи існує ризик для інших лайнерів Airbus A380. Дата інциденту: 4 листопада 2010 г. Літак: Airbus A380-800.                                                                    |                                 |                                   | | |   |
| 106 | 11                              | «Вийти живим» «Getting Out Alive» | Рейс Asiana Airlines 214 Рейс Air France 358 Рейс Reeve Aleutian Airways 008 Рейс Air Canada 797 Рейс US Airways 1549 | OZ-214: Boeing 777-28EER AFR358: Airbus A340-313X RAA8: Lockheed L-188C Electra AC797: McDonnell Douglas DC-9-32 AWE 1549: Airbus A320-214 | - |
| Спецепізод розповідає про те, як пасажири літаків повинні поводитися в різних екстремальних ситуаціях на борту. |                                 |                                   | | |   |

### Сезон 23 (2023)
| № | #  | Серія                                                            | Інцидент                     | Повітряне судно                    | Дата інциденту    |
| --- | -- | ---------------------------------------------------------------- | ---------------------------- | ---------------------------------- | ----------------- |
| 198 | 1  | «Фатальна підміна» «Deadly Exchange»                             | Рейс Corporate Airlines 5966 | Jetstream 32                       | 19 жовтня 2004    |
| Jetstream 32, що належить American Connection, розбивається, недолетівши до аеропорту Керксвілля, при цьому вижило тільки двоє. Слідчі намагаються знайти причини серед гори уламків                |    |                                                                  |                              |                                    |                   |
| 199 | 2  | «Неточні сигнали» «Mixed Signals»                                | Рейс Independent Air 1851    | Boeing 707-331B                    | 8 лютого 1989     |
| Чартерний Boeing 707 врізався в склон гори Піко-Альто на Азорських островах, при цьому загинуло 144 особи. Слідчі шукають причини найбільшої авіакатастрофи в португальській історії                |    |                                                                  |                              |                                    |                   |
| 207 | 10 | «Точка тиску» «Presure Point»                                    | Рейс Japan Air Lines 123     | Boeing 747SR-46                    | 12 серпня 1985    |
| На борту японського Boeing 747 стався потужний вибух. Пілоти втратили керування, але при цьому ще 32 хвилини тримали його у повітрі. Чому сталася найбільша авіакатастрофа за участю одного літака? |    |                                                                  |                              |                                    |                   |
| 200 | 3  | «Важелі влади» «Power Play»                                      | Рейс Airlines PNG 1600       | De Havilland Canada DHC-8-102 Q100 | 13 жовтня 2011    |
| Рейс папуаського літака закінчується аварійною посадкою на берег річки Гоголь через відмову двигунів. Причини намагаються пояснити пілоти, що вижили                                                |    |                                                                  |                              |                                    |                   |
| 201 | 4  | «Зворотне керування» «Control Catastrophe»                       | Рейс Air Astana 1388         | Embraer ERJ 190-100LR              | 11 листопада 2018 |
| Пілоти казахського перегінного рейсу намагаються взяти під свій контроль пікіруючий "Embraer" в небі поблизу Ліссабона                                                                              |    |                                                                  |                              |                                    |                   |
| 202 | 5  | «Катастрофа в кабіні» «Cockpit Catastrophe»                      | Рейс Sichuan Airlines 8633   | Airbus A319-133                    | 14 травня 2018    |
| Неочікувано на борту внутрішнього рейсу по Китаю стається розгерметизація. Вітрове скло в кабіні вилетіло, забравши разом з собою одного з пілотів                                                  |    |                                                                  |                              |                                    |                   |
| 204 | 7  | «Крах надій» «Dream Flight Disaster»                             | Катастрофа в Сіднеї          | De Havilland Canada DHC-2 Beaver   | 31 грудня 2017    |
| Гідролітак DHC-2 з відомим бізнесменом на борту падає в воду поблизу Сіднея. Слідчі намагаються визначити причину аварії, завдяки зробленим фото                                                    |    |                                                                  |                              |                                    |                   |
| 203 | 6  | «Смертельний обман» «Deadly Deception»                           | Рейс Balkan 013              | Ан-24В                             | 7 березня 1983    |
| Болгарський Ан-24 захопили терористи, які потребують летіти в Відень. Капітану приходиться іти на ризик                                                                                             |    |                                                                  |                              |                                    |                   |
| 206 | 9  | «Катастрофа з доставкою» «Delivery To Disaster»                  | Рейс Atlas Air 3591          | Boeing 767-375ER-BCF               | 23 лютого 2019    |
| Вантажний Boeing 767 Atlas Air неочікувано пікірує до затоки Анауака. Чому це сталося? |    |                                                                  |                              |                                    |                   |
| 205 | 8  | «Загадка над Середземним морем» «Mystery Over The Mediterranean» | Рейс EgyptAir 804            | Airbus A320-232                    | 19 травня 2016    |
| Airbus A320 загадковим чином падає в Середземне море. Слідчим треба дізнатись причину гучного авіаінциденту                                                                                         |    |                                                                  |                              |                                    |                   |

### Сезон 24 (2024)
| №   | #  | Серия                             | Інцидент                           | Повітряне судно                                                                          | Дата інциденту  |
| --- | -- | --------------------------------- | ---------------------------------- | ---------------------------------------------------------------------------------------- | --------------- |
| 208 | 1  | «TBA» «Terror over the Pacific»   | Рейс United Airlines 811           | Boeing 747-122                                                                           | 24 лютого 1989  |
| 209 | 2  | «TBA» «Disaster at Dutch Harbour» | Рейс PenAir 3296                   | Saab 2000                                                                                | 17 жовтня 2019  |
| 210 | 3  | «TBA» «Deadly Departure»          | Рейс ATI 782                       | Douglas DC-8-63F                                                                         | 16 лютого 1995  |
| 211 | 4  | «TBA» «Without Warning»           | Зіткнення над затокою Джордж-Інлет | N952DB: De Havilland Canada DHC-2 Beaver N959PA: De Havilland Canada DHC-3 Turbine Otter | 13 травня 2019  |
| 212 | 5  | «TBA» «Eleven Deadly Seconds»     | Катастрофа A300 в Таоюані          | Airbus A300B4-622R                                                                       | 16 лютого 1998  |
| 213 | 6  | «TBA» «Flight for Survival»       | Рейс Pilgrim Airlines 458          | De Havilland Canada DHC-6-100                                                            | 21 лютого 1989  |
| 214 | 7  | «TBA» «Pitch Battle»              | Рейс Colgan Air 9446               | Beechcraft 1900D                                                                         | 26 квітня 2003  |
| 215 | 8  | «TBA» «Under Fire»                | Рейс 163 Saudia                    | Lockheed L-1011-200 TriStar                                                              | 19 серпня 1980  |
| 216 | 9  | «TBA» «Lost Star Footballer»      | Катастрофа над Ла-Маншем           | Piper PA-46-310P Malibu                                                                  | 21 січня 2019   |
| 218 | 10 | «TBA» «Deadly Directive»          | Рейс 302 Ethiopian Airlines        | Boeing 737 MAX 8                                                                         | 10 березня 2019 |